# توم كينكيد
توم كينكيد (بالإنجليزية: Tom Kincaid) هو مهندس أمريكي، ولد في 23 يوليو 1883، وتوفي في 6 يوليو 1910.